# Gábor Szücs
Gábor Szücs (Boedapest, 25 september 1956) is een voormalig wielrenner uit Hongarije. Als baanwielrenner vertegenwoordigde hij zijn Oost-Europese vaderland twee keer bij de Olympische Zomerspelen: 1976 en 1980.